# الليف العصبي من المجموعة سي
الألياف العصبية من المجموعة «سي» هي إحدى التصانيف الثلاثة للألياف العصبية في الجهاز العصبي المركزي (سي إن إس) والجهاز العصبي المحيطي (بّي إن إس). تُعتبر الألياف العصبية من المجموعة «سي» غير مغمدة بالميالين، وتتميز بقطر صغير وسرعة توصيل منخفضة، على عكس المجموعتين «إيه» و«بي» المغمدتين بالميالين. تشمل الألياف العصبية من المجموعة «سي» كلًا من الألياف العصبية التالية للعقدة في الجهاز العصبي الذاتي (إيه إن إس) والألياف العصبية في الجذور الظهرية (ليف IV). تحمل هذه الألياف المعلومات الحسية.
يؤدي التلف أو الإصابة في الألياف العصبية إلى ألم اعتلالي عصبي. ينشط الكابسيسين مستقبلات فانيلويد الليف «سي»، ما يمنح الفلفل الحار إحساسه بالحرارة.

## الدور في الألم الاعتلالي العصبي
لا يسبب تنبيه مستقبلات الأذية إحساس الألم حتمًا. قد يؤدي التلف أو الإصابة في الألياف العصبية المستجيبة عادةً للتنبيهات عديمة الضرر مثل اللمس الخفيف إلى انخفاض عتبة تنشيط استجابتها؛ يتسبب هذا التغير بإحساس ألم شديد مترافق مع أي لمس خفيف لدى الكائنات الحية. تنتج متلازمات الألم الاعتلالي العصبي عن الآفات أو الأمراض التي تصيب أجزاء الجهاز العصبي المرتبطة بنقل إشارات الألم. توجد أربع فئات رئيسية:
- آفات الأعصاب البؤرية ومتعددة البؤر المحيطية
  - رضية، أو ناتجة عن نقص التروية أو التهابية
- اعتلال الأعصاب المتعدد المعمم المحيطي
  - سمي، أو أيضي، أو وراثي أو التهابي
- آفات الجهاز العصبي المركزي
  - السكتة الدماغية، أو التصلب المتعدد أو إصابة النخاع الشوكي
- الإضرابات الاعتلالية العصبية المركبة
  - متلازمة الألم الناحي المركب (سي آر بّي إس إس)[3]

بعد حدوث آفة عصبية في ألياف «سي» أو ألياف «إيه δ»، تصبح الألياف حساسة بشكل غير طبيعي وتسبب نشاطًا تلقائيًا مرضيًا. يعود هذا التعديل في النشاط الطبيعي إلى التغيرات الجزيئية والخلوية في مستقبلات الأذية الواردة الأولية كاستجابة لتلف العصب. يرتبط النشاط غير الطبيعي للأعصاب التالفة مع ارتفاع وجود الرنا المرسال في قنوات الصوديوم المعتمدة على الجهد الكهربائي. قد يكون التجمع غير المنتظم لهذه القنوات في مواقع النشاط غير الطبيعي مسؤولًا عن انخفاض عتبة التنشيط، ما يؤدي إلى فرط النشاط.

### التحسس المركزي
عند حدوث تلف عصبي أو تنبيه متكرر، تختبر عصبونات «دبليو دي آر» (النطاق الديناميكي الواسع) ارتفاعًا عامًا في الاستثارية. ينتج فرط الاستثارية هذا عن الاستجابة العصبونية المتزايدة على المنبه الضار (فرط التألم)، أو الحقل الاستقبالي العصبوني الكبير أو انتشار فرط الاستثارية إلى المناطق الأخرى. تحافظ الالياف «سي» على هذه الحالة.
تسبب ألياف «سي» التحسس المركزي للقرن الظهري في النخاع الشوكي كاستجابة لفرط نشاطها. تشمل الآلية المسؤولة عن هذه الظاهرة تحرير الغلوتامات بواسطة ألياف «سي» ذات التحسس المرضي. تتفاعل الغلوتامات مع مستقبلات «إن إم دي إيه» بعد المشبكية، ما يساعد في تحسس القرن الظهري. تلعب قنوات الكالسيوم من النوع «إن» المعتمدة على الجهد الكهربائي العصبونية قبل المشبكية دورًا كبيرًا في تحرير هذه الغلوتامات بالإضافة إلى الببتيد العصبي والمادة «بّي». يرتفع التعبير عن قنوات الكالسيوم من النوع «إن» المعتمدة على الجهد الكهربائي العصبونية قبل المشبكية بعد حدوث آفة عصبية أو تنبيه متكرر. يعزز تنشيط مستقبلات «إن إم دي إيه» (بواسطة الغلوتامات) مخلقة أكسيد النتريك بعد المشبكية. من المعتقد أن أكسيد النتريك يهاجر عائدًا إلى الغشاء قبل المشبكي من أجل تعزيز التعبير عن قنوات الكالسيوم من النوع «إن» المعتمدة على الجهد الكهربائي، ما يؤدي إلى حدوث ظاهرة إنفاذ الألم. تسبب دورة التحسس المركزي غير الطبيعية هذه ألمًا متزايدًا (فرط التألم)، وتثير الاستجابات الألمية من المنبهات غير الضارة سابقًا استجابة ألمية (ألم خيفي).
يُعد التحسس المركزي لعصبونات القرن الظهري المثار بواسطة نشاط ألياف «سي» مسؤولًا عن الجمع الزمني «للألم الثاني» (تي إس إس بّي). يُدعى على هذا الحدث «الإنفاذ»، ويعتمد على تردد أكبر أو يساوي 0.33 هرتز من المنبه. يرتبط الإنفاذ بالألم المزمن والتحسس المركزي. حُدد هذا التردد الأدنى تجريبيًا عن طريق المقارنة بين تخطيطات «إف إم آر آي» للمرضى الأصحاء عند تعرضهم لترددات متباينة من النبضات الحرارية. أظهرت تخطيطات «إف إم آر آي» وجود مناطق مشتركة منشطة بواسطة استجابات «تي إس إس بّي»، يشمل ذلك مهاد الجانب المقابل (تي إتش إيه إل)، و«إس 1»، و«إس 2» ثنائية الجانب، والجزيرة الأمامية والخلفية (آي إن إس)، والقشرة الحزامية الوسطى الأمامية (إيه سي سي) والمناطق الحركية الإضافية (إس إم إيه). ترتبط أحداث «تي إس إس بّي» أيضًا مع مناطق أخرى من الدماغ مسؤولة عن معالجة بعض الوظائف مثل المعالجة الحسية الجسدية، وإدراك الألم وتعديله، والمعرفة والنشاط قبل الحركي في القشرة الدماغية.